# Dana Glöß
Dana Glöß (Werdau, Saxònia, 14 de desembre de 1982) és una ciclista alemanya especialista en la pista. Ha guanyat diferents campionats nacionals i una medalla als Campionats del món en Velocitat per equips

## Palmarès
- 2004
  -  Campiona d'Alemanya en 500 m contrarellotge
- 2005
  -  Campiona d'Alemanya en 500 m contrarellotge
- 2006
  -  Campiona d'Alemanya en Velocitat
- 2007
  -  Campiona d'Alemanya en Velocitat
- 2009
  -  Campiona d'Alemanya en Velocitat